# 旭川市障害者福祉センターおぴった
旭川市障害者福祉センターおぴった（あさひかわししょうがいふくしセンターおぴった）は、北海道旭川市にある障害者福祉施設。

## 概要
旭川市の都市計画「北彩都あさひかわ」の「シビックコア地区」に建設された福祉施設。およそ26億円の建築費を投入し、2002年3月25日に竣工。同年6月30日に開館した。公募で選出された愛称の「おぴった」はアイヌ語の「皆」という意味の言葉からきたもの。
障害者の自立支援を主な目的として、訓練室のほかに25メートルプール、体育館、スタジオも完備されている。
シャトルバスの「おぴった号」が運行、乗車には利用者カードの提示が求められる。
近隣に旭川合同庁舎、旭川市科学館（サイパル）が位置する。無料専用駐車場は108台収容、障害者用38台収容。

## 施設概要
- 開館時間 - 午前9時 - 午後9時
- 休館日 - 毎週月曜日、祝日（5月4日を含む）、12月30日 - 1月4日
- 施設内の主な概要
  - 1階：機能回復訓練室、水浴訓練室
  - 2階：体育館、（大小の）会議室
  - 3階：映像・音響スタジオ、教養娯楽室、調理室
  - 入口にインターホン・盲導チャイム有
  - 館内にエレベーター有
  - トイレ
多目的トイレ有
ベビーチェアー有
オストメイト対応トイレ有（パウチしびん洗浄水栓使用型）
- 交通アクセス - 旭川駅から車でおよそ5分